# Historia de la fotografía

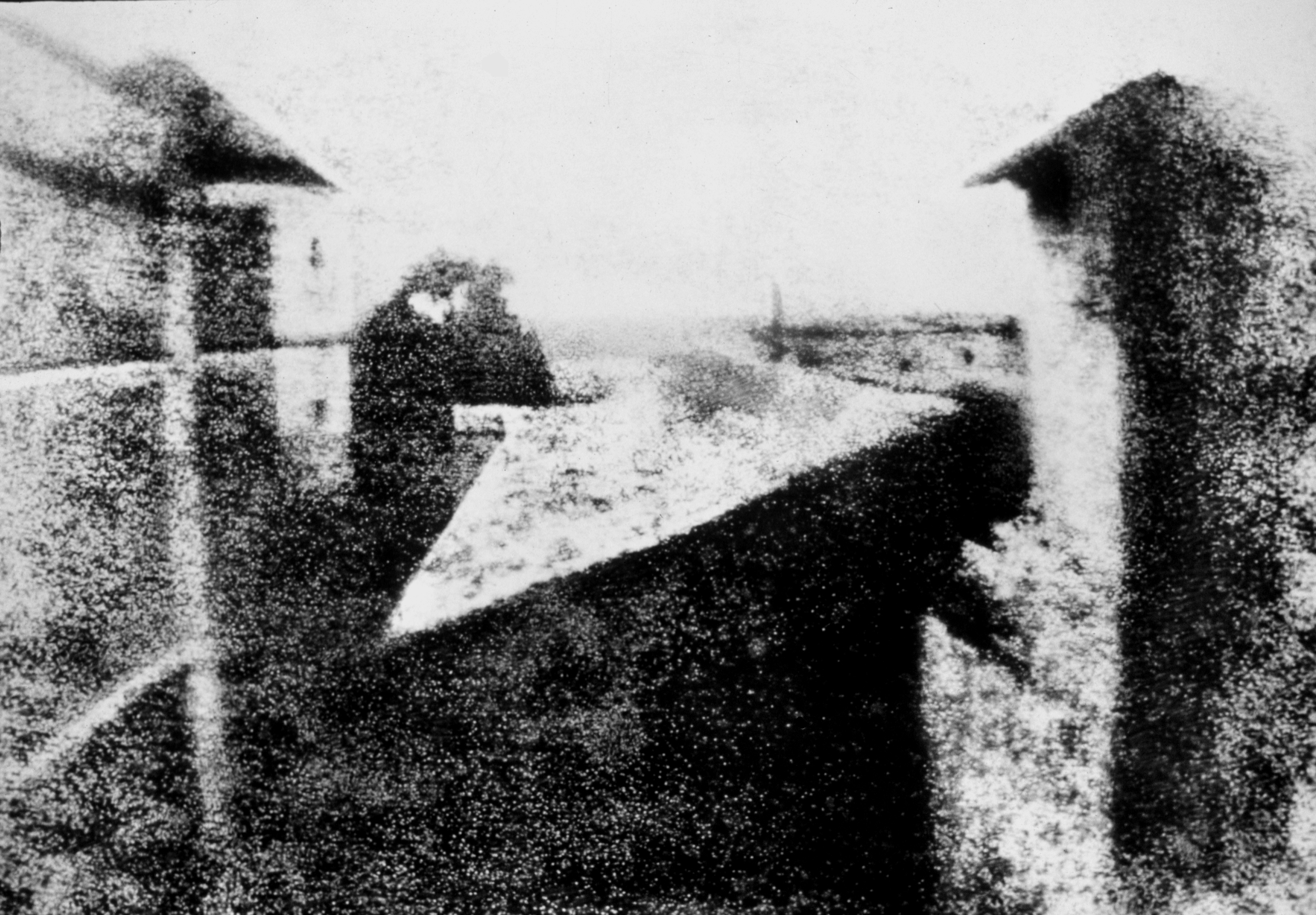
Vista desde la ventana en Le Gras (julio de 1824). Debido a las siete horas de exposición, la luz del sol ilumina los edificios de ambos lados.

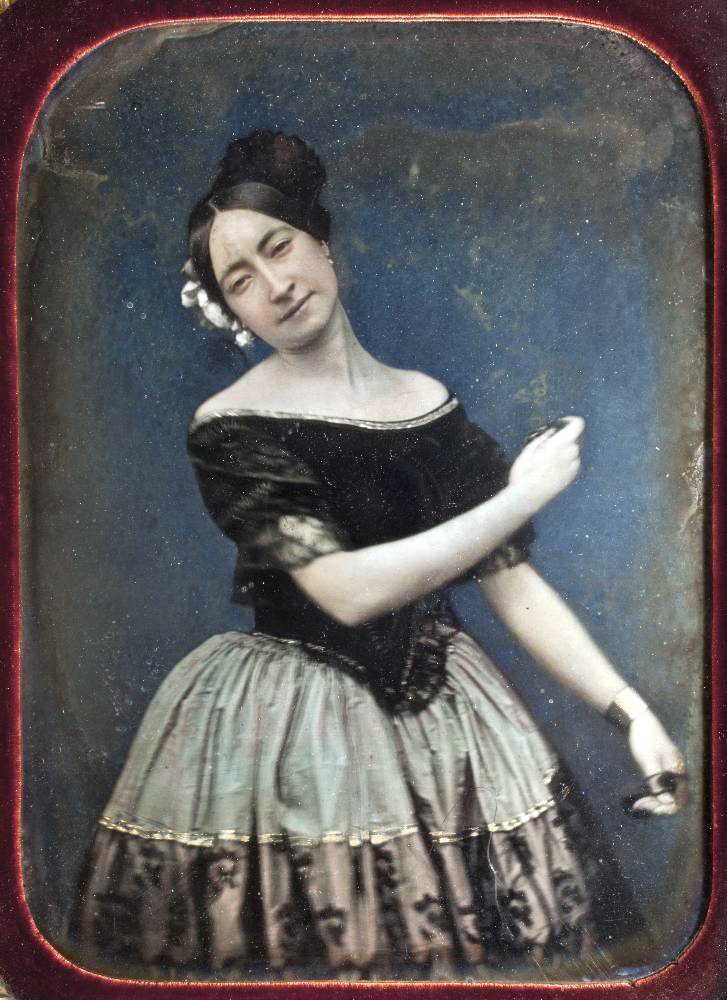
Retrato al daguerrotipo de una bailarina de la escuela bolera, con castañuelas, hacia el año 1850. Fototeca del IPCE.

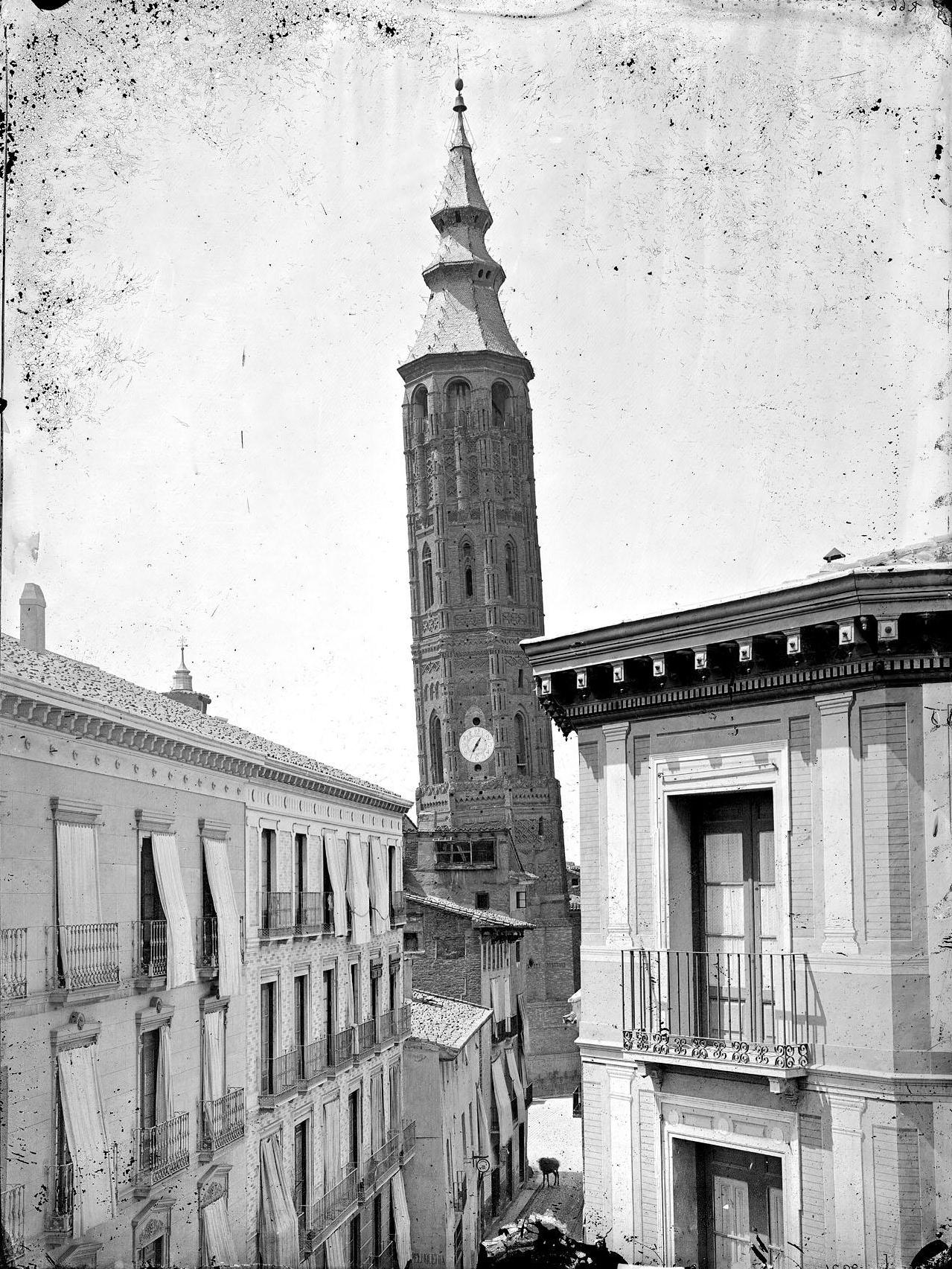
Fotografía de J. Laurent, hacia el año 1875, de la Torre Nueva de Zaragoza. Fototeca del IPCE.

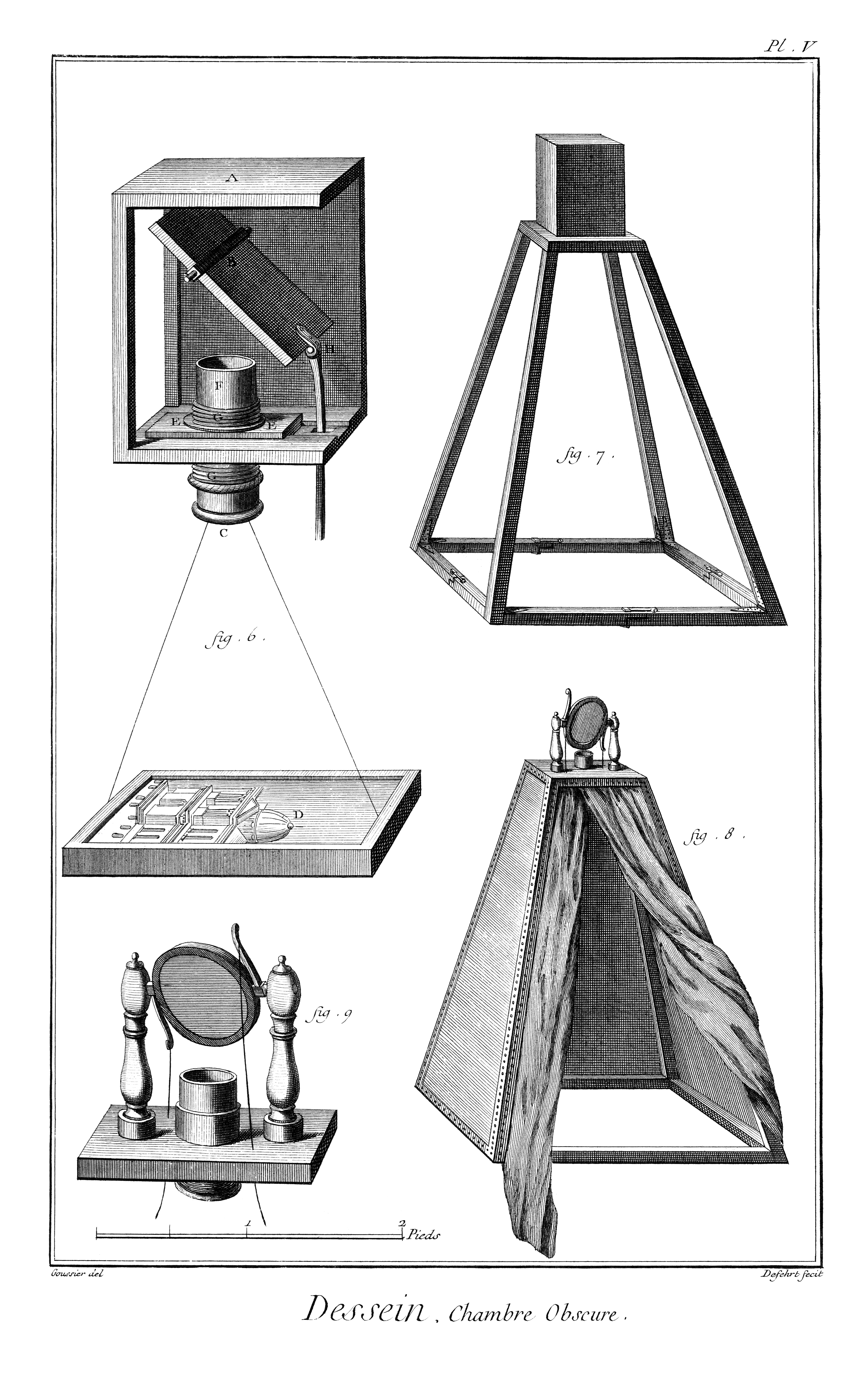
Diseño de una cámara oscura,.

La historia de la fotografía estudia todos los aspectos relacionados con las imágenes fotográficas, en su desarrollo a través del tiempo: procedimientos, inventores, fabricantes, autores de las fotografías, visión artística y documental, progreso técnico y evolución estética, aplicaciones, ideologías, comercialización y consumo de imágenes fotográficas, difusión en otros medios de comunicación, conservación en museos y colecciones, análisis, clasificación e interpretación.
La primera fotografía de la historia es el Vista desde la ventana en Le Gras realizado por el inventor francés Joseph Nicéphore Niépce.

## Antecedentes
Dejando de lado especulaciones como la de la Sábana Santa de Turín (considerada, controversialmente, como una proto-fotografía, o fotografía primitiva), la historia de la fotografía empieza oficialmente en 1839, con la divulgación mundial del primer procedimiento fotográfico: el daguerrotipo.
Dos de los antecedentes de la fotografía son: la cámara oscura, que ya mencionaba Aristóteles para la observación de los eclipses solares, y las investigaciones sobre las sustancias fotosensibles, especialmente el ennegrecimiento de las sales de plata, que actuaban con la acción de la luz. Durante el siglo VI, Antemio de Trales, arquitecto famoso por ser uno de los diseñadores de la Basílica de Santa Sofía, experimentó con los efectos relacionados con la cámara oscura. A principios del siglo XI, Ibn al-Haytham (Alhazen) llevó varios experimentos sobre la cámara oscura y la cámara estenopeica. Durante el siglo XIII, el fraile franciscano inglés Roger Bacon realizaría estudios sobre las imágenes y se le es atribuida una imagen de una cámara oscura de tres niveles. Los estudios de Bacon influenciarían al arzobispo inglés John Peckham. A finales del siglo XIII, el teólogo aragonés Arnau de Vilanova usaría una cámara oscura para proyectar actuaciones en vivo. También hizo experimentos Cesare Cesarino, alumno de Leonardo da Vinci, quien realizó una publicación sobre la cámara oscura en 1521.

### Cronología
El científico y epigrafista alemán Georg Fabricius experimentaba ya con las sales de plata, percibiendo algunas de sus propiedades fotosensibles.[cita requerida]
- 1558: Giovanni Battista della Porta, por sus publicaciones sobre el funcionamiento de la cámara oscura, se hizo popular entre los pintores de la época. Gerolamo Cardano sugiere una importante mejora: una lente en la apertura de la cámara, anteriormente un simple orificio o estenopo, con lo que se logró una mejora en la imagen.[5]
- 1600: durante el siglo XVII, la cámara, que hasta ese momento era una habitación, se transforma en un instrumento portátil de madera. Johann Zahn transformó esa caja en un aparato parecido al usado en los principios de la fotografía.[cita requerida] En este siglo, los científicos continuaban experimentando con sales de plata, percibiendo cómo se oscurecían con la acción del aire y del Sol, sin saber que era la luz la que les hacía reaccionar, hasta que científicos como el sueco Carl Wilhelm Scheele y el suizo Jean Senebier revelaron que las sales reaccionaban con la acción de la luz.[cita requerida]
- 1685: de acuerdo con tratados publicados por Zahn, la cámara ya estaba lista para la fotografía, pero todavía no se podían fijar las imágenes.[cita requerida]
- 1777: el sueco Carl Wilhelm Scheele publicó su tratado en latín y en alemán sobre las sales de plata y la acción de la luz; en 1780, se publicó en inglés, y un año más tarde, en francés. En el estilo de las pinturas de artistas exitosos de este siglo, como Canaletto, parece evidente el uso de la cámara oscura como herramienta. Una cámara de este tipo, que tiene grabado el nombre de Canaletto, se conserva en Venecia, aunque no está confirmado que efectivamente haya pertenecido al artista.[cita requerida] Artistas que comercializaban con éxito retratos, como el de Maximilien Robespierre, hacían uso de todo tipo de instrumentos para lograr trabajos casi perfectos. La silueta, un invento derivado del teatro de sombras chinas, se empezó a usar en Francia a mediados del siglo XVIII, como método rápido, económico y automático para hacer retratos de la creciente clientela burguesa que no podía pagar los retratos tradicionales pintados, ni las miniaturas, que por esa época estaban de moda entre la nobleza. La silueta era un retrato de perfil; se hacía copiando el perímetro de la sombra de una persona sobre un papel negro, que luego se recortaba con muchísimo cuidado, para montarse finalmente en otro papel blanco.[cita requerida] En esa misma línea evolutiva, sobre fines del siglo XVIII aparece el fisionotrazo para hacer perfiles, inventado por Gilles-Louis Chrétien. A estos inventos Gisèle Freund los considera "precursores ideológicos" de la fotografía,[11] en tanto representan los esfuerzos de muchos investigadores y artistas de Europa, sobre fines del siglo XVIII y principios del XIX, de dar respuesta a una necesidad social en la burguesía ascendente: tener una forma de representación objetiva, mecánica, económica y rápida. El retrato de personas fue, desde entonces, el principal motor de las innovaciones técnicas que la fotografía incorporó durante todo el siglo XIX.
- 1801: pocos años antes de su muerte, el inglés Thomas Wedgwood hizo nuevos descubrimientos para capturar imágenes, sin lograr fijarlas adecuadamente.[cita requerida]

## Inicios

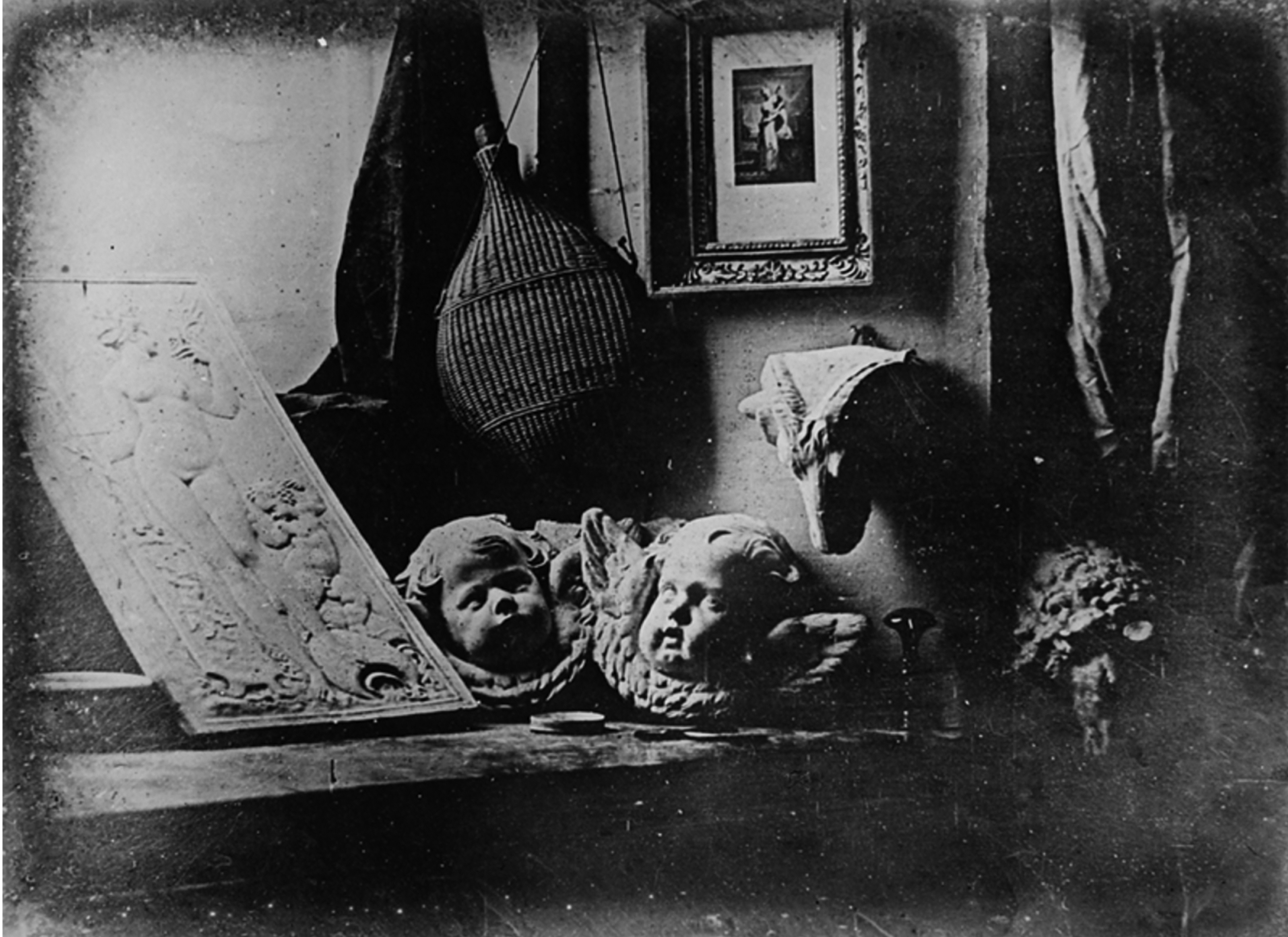
Daguerrotipo experimental de 1837. Bodegón, por Louis Daguerre.

En el año 1824, el científico francés Joseph Nicéphore Niépce obtuvo las primeras imágenes fotográficas, inéditas. La fotografía más antigua que se conserva es una reproducción de la imagen conocida como Vista desde la ventana en Le Gras, obtenida en 1824 con la utilización de una cámara oscura y una placa de peltre recubierta en betún.
Cuando Niepce comenzó sus investigaciones, necesitaba un poco más de ocho horas de exposición, a plena luz del día, para obtener sus imágenes. En 1827, Niepce entró en contacto con Louis Daguerre, que se interesó por su invento e insistió en un acuerdo de trabajo para que le revelara su procedimiento. Logró firmar el acuerdo con Niepce poco antes de su muerte en 1833.
Desde entonces, Daguerre continuó sus experimentos, regresando al uso de las sales de plata que habían sido desestimadas por Niépce, y en 1839 hizo público, con apoyo del Estado francés y gran despliegue mediático, su proceso para la obtención de fotografías sobre una superficie de plata pulida, a la que denominó daguerrotipo. Resolvía algunos problemas técnicos del procedimiento inicial de Niepce y reducía los tiempos de exposición necesarios, para hacerlo más adecuado a los fines del retrato de personas.
Casi al mismo tiempo, Hércules Florence, Hippolythe Bayard y William Fox Talbot desarrollaron otros métodos, de manera independiente. El procedimiento creado por Fox Talbot obtenía negativos sobre un soporte de papel, y a partir de esos negativos reproducía copias positivas, también en papel. El procedimiento negativo-positivo de Talbot se llamó calotipo o talbotipo.[cita requerida]
Inicialmente, el daguerrotipo era mucho más popular, ya que era muy útil para obtener retratos, y su calidad de imagen era muy superior al calotipo. Estos "retratos al daguerrotipo" empezaron a divulgarse entre la clase burguesa de la Revolución industrial, por ser mucho más baratos que los pintados, lo que dio un gran impulso a esta nueva técnica.[cita requerida]

### Innovaciones técnicas y científicas

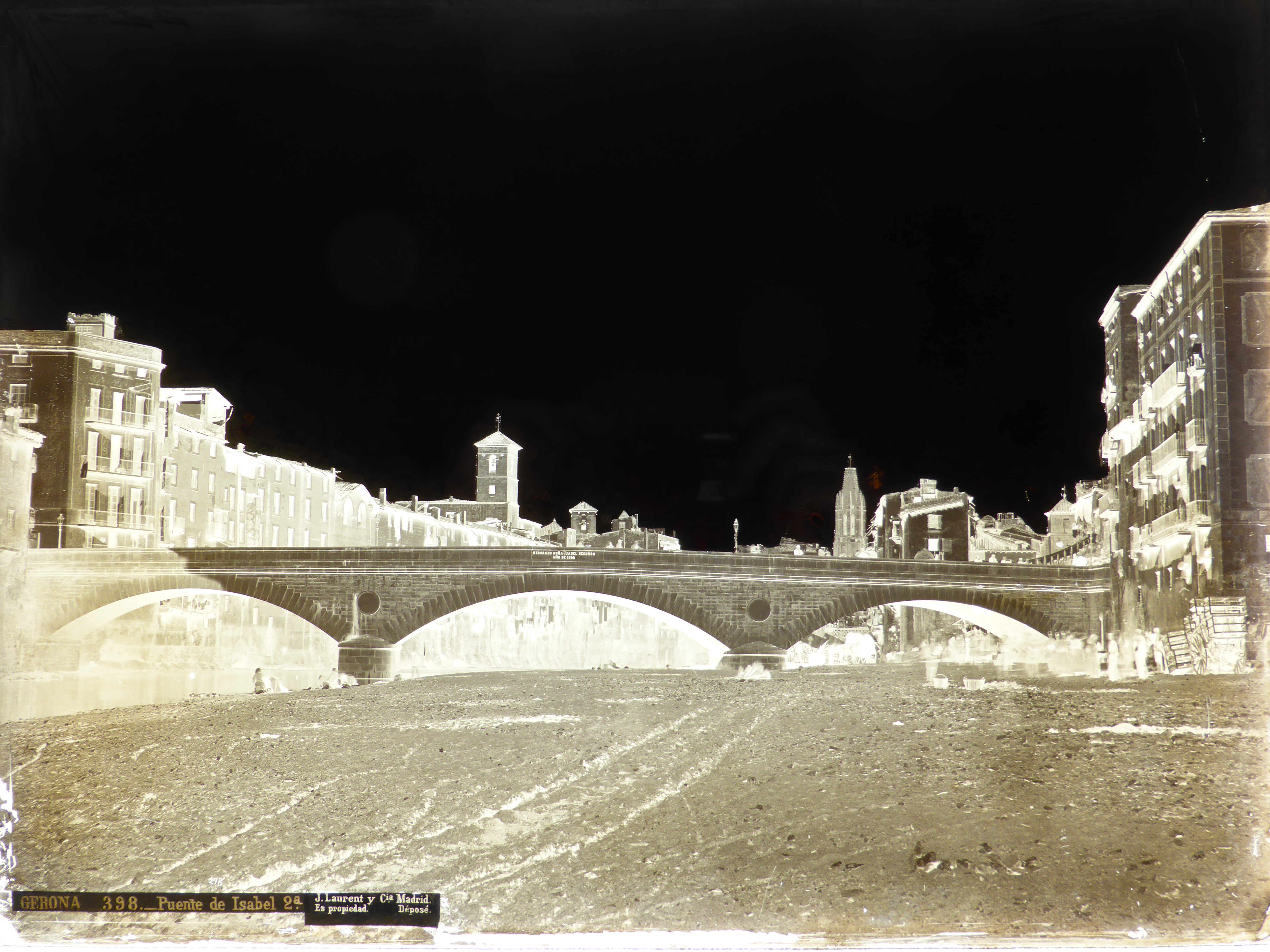
GERONA.- Puente de Isabel II. En el invierno de 1866-1867, José Martínez Sánchez obtuvo este «negativo original de vidrio al colodión», del formato 27 × 36 centímetros. Se conserva en el Instituto del Patrimonio Cultural de España.

Fue Joseph-Nicephore Niepce quien consiguió las primeras imágenes negativas en 1816, utilizando papel tratado con cloruro de plata, y las primeras imágenes positivas las logró utilizando placas de peltre (aleación de zinc, estaño y plomo) recubiertas de betún de Judea y fijadas con aceite de lavanda. Para captar las imágenes, se empleó la cámara oscura, que experimentó constantes mejoras en su diseño y tamaño, así como en las lentes ópticas u objetivos utilizados, debido a las aportaciones de diferentes investigadores.[cita requerida]
Los procedimientos fotográficos utilizados durante el siglo XIX fueron muy diversos, empezando por el daguerrotipo y el calotipo. A partir de 1855, triunfó el sistema de los negativos de colodión húmedo, que permitían positivar muchas copias en papel a la albúmina, con gran nitidez y una amplia gama de tonos. Estas copias a la albúmina fueron el tipo de papel fotográfico más empleado en la segunda mitad del siglo XIX. Todos estos sistemas se basaban en procesos artesanales, y requerían destrezas manuales significativas por parte de los fotógrafos, así como conocimientos prácticos de química y física.

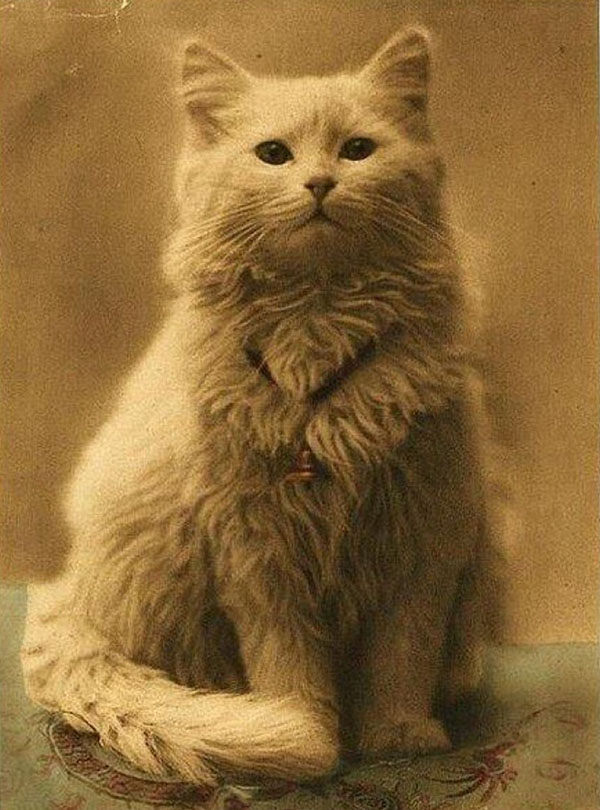
Fotografía más antigua conocida de un gato (circa 1880).

Después de 1880, se desarrollaron las nuevas placas secas al gelatino-bromuro, que podían producirse de modo industrial y comercializarse sin limitaciones. Los fotógrafos compraban cajas de placas vírgenes, ya sensibilizadas, listas para cargar en chasis y ser expuestas en la cámara. También eran placas de vidrio, pero pronto empezó a usarse el soporte flexible de película de nitrato.[cita requerida]
Tampoco deben olvidarse las aportaciones de George Eastman y la casa Kodak, que permitieron concluir el camino hacia la instantánea fotográfica. A partir de 1888, Kodak sacó al mercado una cámara que utilizaba carretes de película enrollable, en lugar de placas planas.
El sistema inventado por Kodak se complementaba además con el revelado de las tomas luego de expuestas, y la carga de la cámara con nueva película. Con el concepto "Ud. aprieta el botón, nosotros hacemos el resto", Kodak inauguraba la fotografía de aficionados.
Para obtener una fotografía, se utiliza una película fotográfica plástica cubierta con una gelatina que contiene nitrato de plata (AgNO3) y bromuro de potasio (KBr), que al mezclarse forman bromuro de plata (AgBr) insoluble en forma de cristales, que es fotosensible. La sensibilidad de la película a la luz depende del tamaño del grano: mientras sea mayor el grano, la película será más sensible a la luz.
Procedimientos fotográficos utilizados durante el siglo XIX:
- daguerrotipo;
- calotipo;
- sistema Crozat, inventado por los fotógrafos españoles Crozat en 1862.[cita requerida]
- En 1851, se inventa el colodión húmedo, que reemplazó casi inmediatamente a las demás técnicas, por las mejoras introducidas en los tiempos de exposición. Con el colodión húmedo, se habla por primera vez de instantánea fotográfica.
- En 1854, se patentó la ambrotipia, proceso fotográfico que crea una imagen positiva en una placa de cristal, mediante el proceso del colodión húmedo. Se trata de una patente de James Ambrose Cutting, quien utilizó el colodión húmedo para obtener una imagen positiva en lugar de un negativo. Una variante de los ambrotipos son los ferrotipos, realizados sobre una base metálica de hierro.[cita requerida]
- Charles Harper Bennett, en 1878, inventa las placas secas al gelatino-bromuro, que permitían positivar muchas copias en papel a la albúmina.[cita requerida]
- Desde 1888, Kodak fabrica carretes de película enrollable.[cita requerida]

En el campo de las investigaciones científicas efectuadas con la utilización de la fotografía, pueden resaltarse los estudios sobre locomoción humana y animal de Étienne Jules Marey y Edward Muybridge. Así, muy interesante fue poder averiguar la secuencia de movimientos de las patas de un caballo al galope, que era un tema de amplio debate entre los pintores de la época.[cita requerida]

### Fotografía en color

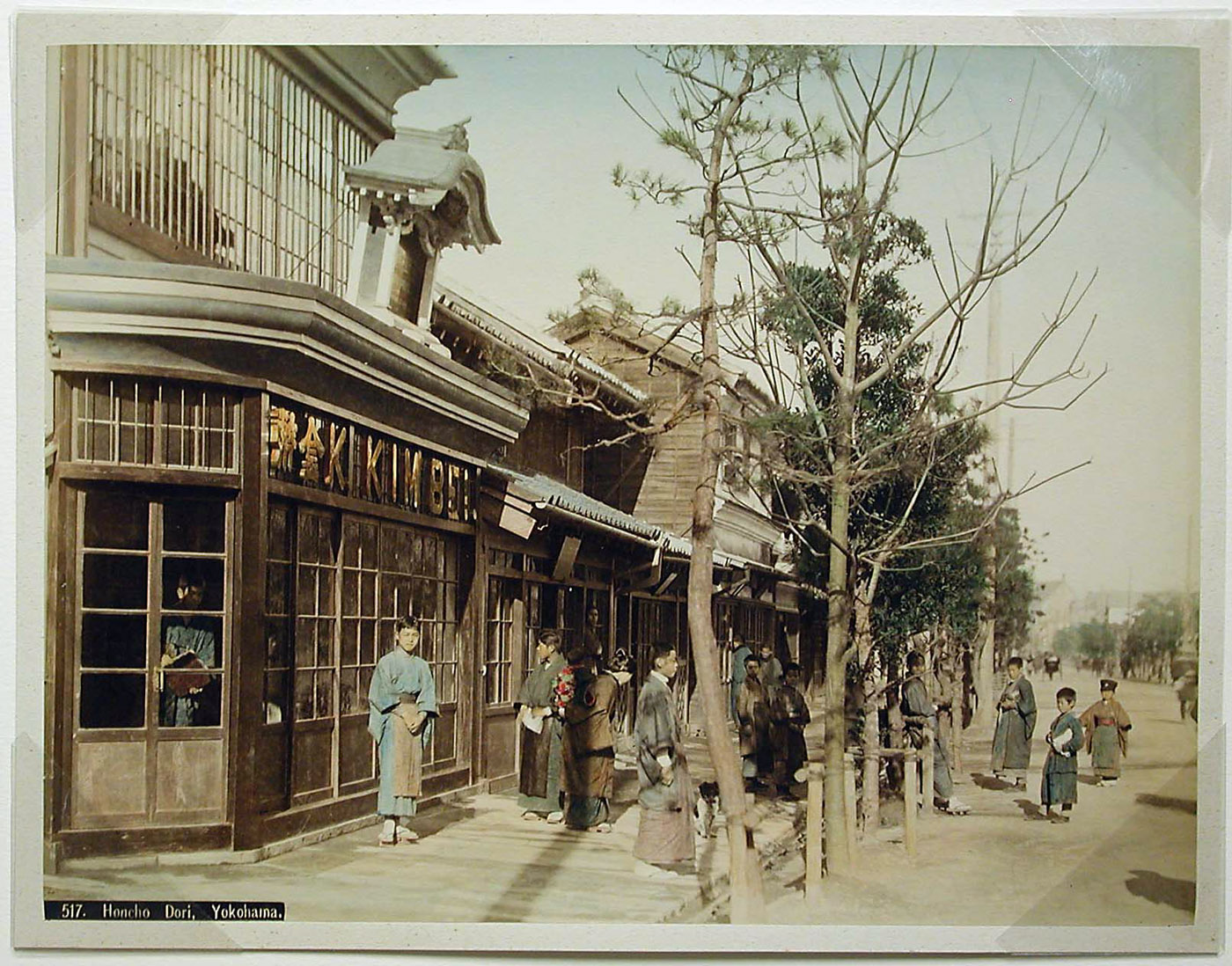
Exterior del estudio fotográfico de Kimbei, en Yokohama, Japón. Vista coloreada a mano, hacia 1881.

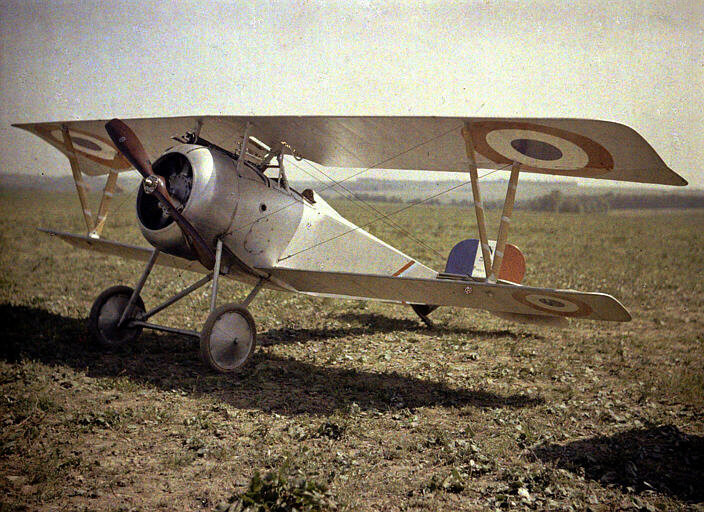
Placa autocroma Lumière, hacia 1917. Biplano francés en sus colores fotográficos.

La fotografía en color fue experimentada durante el siglo XIX, pero no tuvo aplicaciones comerciales, por su dificultad e imperfección. Los experimentos iniciales no fueron capaces de conseguir que los colores quedaran fijados en la fotografía. La primera fotografía en color fue obtenida por el físico y matemático escocés James Clerk Maxwell el cual formuló la teoría clásica del electromagnetismo. Sus ecuaciones permitieron demostrar que la electricidad, el magnetismo y la luz son manifestaciones de un mismo fenómeno: el campo electromagnético. En 1861, realizó tres fotografías sucesivas, con una lente con filtros diferentes: rojo, verde y azul, ya que para Maxwell a partir de estos colores el cerebro crea todos los demás. Cada una de las tres imágenes se proyectaba sobre la misma pantalla con la luz del color del filtro que se había empleado para tomarla.
A lo largo del siglo XIX, y principios del XX, algunas fotografías se coloreaban a mano, con acuarelas, óleo, anilinas, u otros pigmentos. Pero este coloreado manual era artístico y no técnicamente fotográfico. Ya en la época del daguerrotipo se habían empezado a colorear los retratos, por los que se pagaba un suplemento. En algunos países, como Japón, se coloreaban la mayoría de las copias a la albúmina para su venta a extranjeros, especialmente los retratos de tipos populares y las vistas de paisajes y ciudades. Kusakabe Kimbei destacó en el coloreado de fotografías, realizando verdaderas obras maestras, hasta el año 1912.
La auténtica primera placa fotográfica en color, conocida comercialmente como Autochrome, fue patentada en diciembre de 1903 por los hermanos Lumière, pero no llegó a los mercados hasta 1907. Esas placas autocromas se fabricaban en Francia, y eran transparencias o diapositivas en soporte de vidrio. El sistema se basaba en una rejilla con puntos, cada uno de los tres colores elementales, como las pantallas de TV en color, que se ponía sobre una placa fotográfica en blanco y negro, al revelarla, la intensidad de luz correspondía a la del color de cada punto, formándose una imagen en colores. El procedimiento: 'Cibachrome', puesto a la venta en el último cuarto del siglo XX, se basaba en la misma idea. Fueron utilizadas especialmente por fotógrafos aficionados de todo el mundo. La mayor colección de  placas autocromas se conserva en el Museo Albert-Kahn.
La primera película fotográfica en color moderna, Kodachrome, fue utilizada por primera vez en 1935, y dejó de fabricarse en 2009. Eran diapositivas en color, producidas y reveladas por la compañía Eastman Kodak. Las demás películas modernas se han basado en la tecnología desarrollada por Agfacolor en 1936.

## La fotografía en las artes visuales
La discusión acerca del estatus artístico de las fotografías se inaugura desde su invención. Sin embargo, durante el siglo XIX serán sólo intentos aislados los que se animen a desafiar el lugar que la institución artística ha destinado para la fotografía: el de auxiliar científico a la observación de la realidad, sin ninguna posibilidad de aspirar a la categoría de obra de arte en cuanto se consideraba que era la máquina la que hacía todo el trabajo.

### Pictorialismo
La primera iniciativa organizada de fotografía artística surge en 1890 en Europa. Un grupo de fotógrafos crea técnicas de manipulación en la toma y en el positivado, y propone que el resultante de su uso es una obra de arte fotográfico, en cuanto requieren de manipulación por parte del autor y generan obras únicas: dos de los puntos discutidos por parte de los pintores para negar el sentido artístico de la fotografía.
Algunos autores pictorialistas son: Peter Henry Emerson, Robert Demachy, Henry Peach Robinson, Comandante Puyo. Los pictorialistas reconocen influencias y antecedentes en la fotografía academicista de Oscar Gustav Rejlander y en la obra de Julia Margaret Cameron, ambas de la década del 60 del siglo XIX. La fotografía pictorialista también se conoce como fotografía impresionista por la similitud formal y temática con esta corriente de la pintura moderna.

## Fotografía en elsigloXX: desde 1900 hasta la Segunda Guerra Mundial

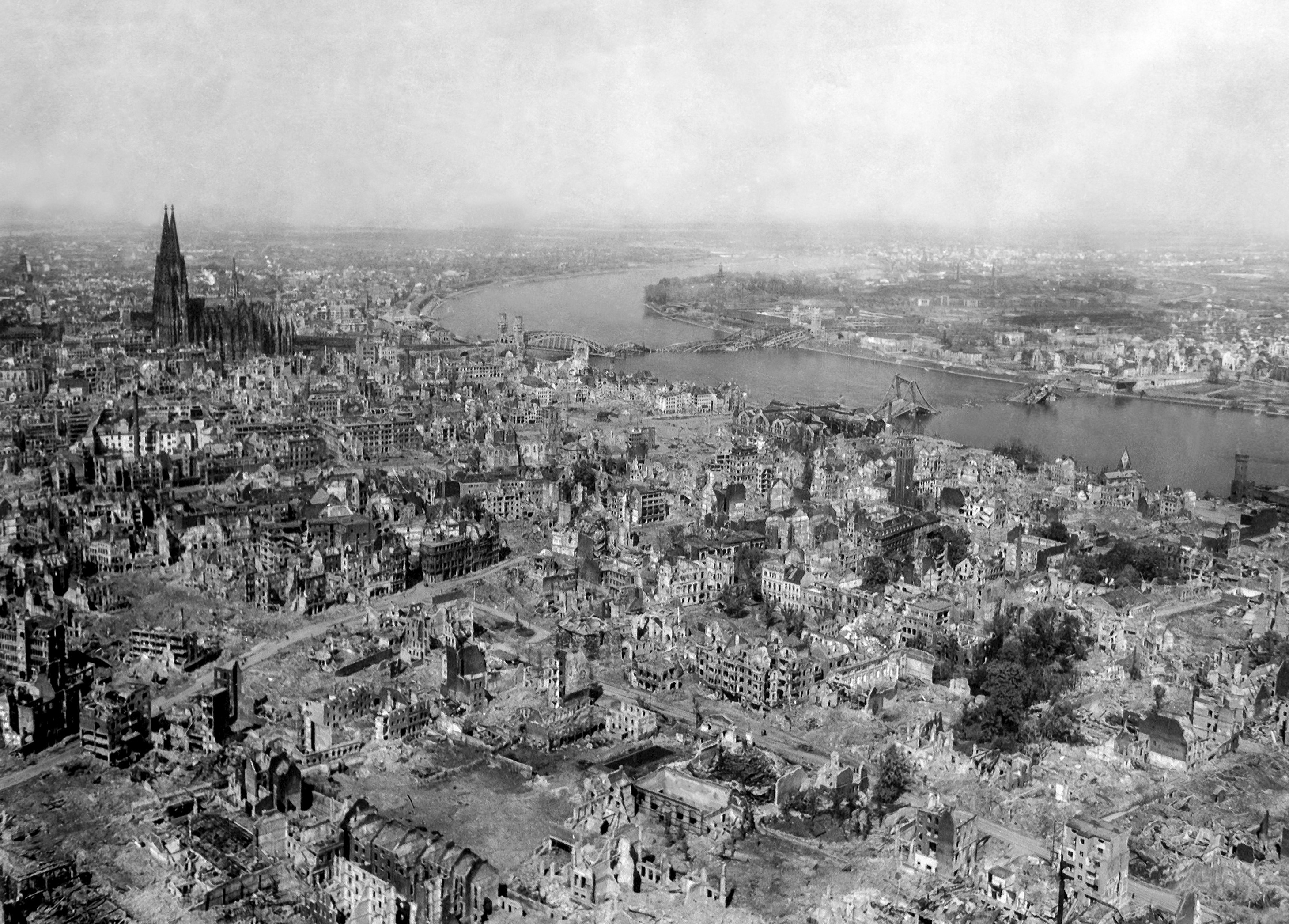
Fotografía aérea de Colonia, destruida por bombardeos aliados durante la Segunda Guerra Mundial

La aproximación a este período histórico de la fotografía nos lleva ineludiblemente al análisis del periodismo fotográfico, la relación de las vanguardias históricas y la fotografía y a una exposición de los diferentes realismos fotográficos que se desarrollan en estos años.
El periodismo fotográfico es el que nos da a conocer por medio de una foto lo que pasa en un lugar. Estas visualizaciones contienen mucha información, y permiten representarnos de un modo detallado ―aunque siempre con limitaciones, como toda representación― lo que ha pasado en ese lugar y momento específico.
La posibilidad de imprimir fotografías junto al texto en periódicos y revistas fue investigada durante el siglo XIX mediante diferentes posibilidades, como la litografía o la xilografía. En 1880 se inventó la técnica de impresión en medios tonos, que es la antecesora de los actuales procedimientos de ófset y fotocromía.
Sin embargo, el fotoperiodismo también se enfrentaba a problemas técnicos en la toma fotográfica, ya que las emulsiones aún tenían sensibilidades muy bajas, por lo que tomar fotos en interiores o de noche se limitaba al uso irreemplazable del flash (de magnesio, en aquel entonces), cuyo funcionamiento tornaba indisimulable la presencia del fotógrafo. Sumado a esta dificultad, las cámaras de gran formato y la frecuente necesidad de usar trípode hacían que los fotoperiodistas estuvieran muy limitados en sus posibilidades de trabajar una suerte de "discurso fotográfico documental".
El primer fotógrafo que logró superar estas limitaciones fue Erich Salomon en Alemania, a partir de 1925. Salomon creó un estilo fotográfico documental conocido como "foto live" o fotografía cándida. Sus fotos se caracterizan por mostrar a los sujetos espontáneamente, sin pose ni arreglo, muchas veces sorprendidos por el fotógrafo, al estilo de los paparazzi.
A partir de entonces se inicia la época de las revistas ilustradas, como la francesa Vu, desde 1928, dirigida por Lucien Vogel y la estadounidense Life, a cargo de Henry Luce, desde 1936. Hasta la década de 1970 serán los soportes principales de publicación para los fotodocumentalistas, y luego irán perdiendo protagonismo frente a la televisión después de algunos años el periodismo y la fotografía van de la mano ya que los dos complementan el llevar y crear información y captar momentos

## La fotografía a partir de 1945
Todos los géneros fotográficos surgidos en momentos históricos anteriores tienen su continuación tras la finalización de la Segunda Guerra Mundial. Especial relevancia presenta la evolución en estos años del periodismo fotográfico, en el ámbito de la fotografía documental y los nuevos diálogos que se establecen entre la fotografía y las artes plásticas, que comienzan a fundirse en la denominación genérica de artes visuales.
Asistimos, igualmente a la aparición de otros usos de la fotografía en este período, así como al desarrollo de nuevas visiones de la fotografía de paisaje y del empleo masivo de la fotografía en color, gracias a la obra de William Eggleston, entre otros autores.
En estos años merecen especial mención las obras de Robert Doisneau, W. Eugene Smith, Robert Frank, Diane Arbus, entre muchos otros.
Henri Cartier-Bresson es una de los más importantes fotógrafos de este período. Nació en Chanteloup-en-Brie, Francia, el año 1908, y desde muy joven comienza su experiencia con la fotografía. En 1932 adquiere una máquina “Leica” de 35 mm que provoca un vuelco significativo en sus obras El maestro del fotorreportaje dice que tomar una fotografía “Es poner una cabeza, un ojo y un corazón en el mismo eje" En 1947, junto a Robert Capa, funda la Agencia Magnum.

### Cronología
1947 Se funda la Agencia Magnum: una cooperativa de fotógrafos preocupados por la manipulación de la información fotográfica en los medios de prensa, que se autoorganiza para controlar los temas a cubrir, y la edición fotográfica a la hora de su publicación.
1950, nuevos procedimientos industriales permiten incrementar enormemente la velocidad y la sensibilidad a la luz de las películas en color y en blanco y negro. La velocidad de estas últimas se elevó desde un máximo de 100 ISO hasta otro teórico de 5000 ISO, mientras que en las de color se multiplicó por diez.
1960, que los primeros VTR (video tape recorder) que en 1951, ya eran capaces de capturar imágenes de televisión, convertirlas en una señal eléctrica y guardarlas en soportes magnéticos) son utilizados por la NASA, para captar las primeras fotografías electrónicas de Marte.
1969 es considerado el inicio de la carrera digital. Willard Boyle y George Smith diseñan la estructura básica del primer CCD (acrónimo de Charge Couple Device o Dispositivo de Carga Acoplada). Este dispositivo CCD planteado como un sistema para el almacenamiento de información es utilizado un año más tarde, por los laboratorios Bell como sistema para capturar imágenes al construir la primera videocámara.

## La fotografía en elsigloXXI: digitalización

Animación con la fotografía del Puente Golden Gate de San Francisco, EE. UU. En la imagen se puede ver la original y el retoque.

Si bien la fotografía a color ya existía antes, hasta la década de 1970 aún seguían siendo las fotografías en blanco y negro el estándar en las tomas fotográficas.
A finales del siglo XX aparece un nuevo tipo de tecnología en los medios audiovisuales que supone un cambio de rumbo en la forma de utilizarlos. La aparición de la primera cámara digital en 1990 constituye la base de la creación inmediata de imágenes. A pesar de que en sus orígenes el precio de estas cámaras era elevado y las hacía inaccesibles para muchos, con el tiempo no sólo han bajado de precio sino que han aumentado su calidad técnica.
La digitalización ha liberado a la fotografía del carácter documental histórico ya que la manipulación de imágenes a través de la infografía ha permitido recuperar el imaginario pictórico y narrativo que se había perdido de la cultura visual como consecuencia de la aparición de la cámara.
"La fotografía digital entronca con la ideología del collage entendido como fotomontaje de vanguardia dadaísta o constructivista, que mostraba el recorte y el carácter fragmentario de su construcción sin pretender engañar a nadie. No obstante, la fotografía digital consigue eliminar las marcas del proceso de construcción del "collage" y dotar al fotomontaje de carácter unitario".
Desde su invención, la fotografía tenía total credibilidad como testimonio incuestionable de la realidad debido al funcionamiento del dispositivo de captura. Posteriormente, la manera de registrar la realidad se ha considerado un posicionamiento ideológico, que nada tiene que ver con el carácter neutral y objetivo de su funcionamiento.
Las nuevas tecnologías digitales tienen la capacidad de convertir lo real e intervenir sobre el registro de la imagen, hasta el punto de manipular y distorsionar las imágenes sin perder el realismo fotográfico con el que fueron captadas.
La digitalización desposee a la fotografía de su carácter objetivo y rompe la conexión física entre el referente y la impresión fotosensible, es decir, entre la experiencia perceptiva de la realidad por observación directa y la imagen mediada a través de una tecnología. Con la pérdida de objetividad de la imagen fotográfica, a comienzos de la década de los noventa, se empieza a hablar de la era posfotográfica, en la que se supera el paradigma fotográfico como modelo de realismo. Lo real y lo virtual se mezclan dando lugar a un nuevo tipo de imagen híbrida para definir las nuevas creaciones pseudofotográficas. Los programas de manipulación de la imagen son protagonistas en esta etapa, así como el retoque fotográfico, la fusión de imágenes, la infografía o la generación de tridimensionalidad, holografía.